# Auftriebsausgleich
Der statische Auftrieb von Luftschiffen ist während einer Fahrt nicht konstant. Es müssen daher Maßnahmen getroffen werden, um den Auftrieb und damit die Flughöhe zu steuern, der sogenannte Auftriebsausgleich.
Verantwortlich für die Veränderungen sind verschiedene Effekte:
- Änderung der Lufttemperatur (und damit der Dichte der Luft)
- Änderung der Traggastemperatur (beispielsweise durch Aufheizung der Hülle durch die Sonne)
- Verbrauch von Kraftstoff
- Aufnahme von zusätzlichem Ballast (beispielsweise Niederschlag auf der Hülle)
- Abgabe von Ballast (beispielsweise während eines Flugmanövers oder Abwurf von Lasten)

Luftschiffe können diese Auftriebsänderungen auf verschiedene Arten ausgleichen:
- Nutzung des dynamischen Auf- beziehungsweise Abtriebs (siehe unter: Dynamischer Auftrieb)
- Auftriebserhöhung durch Ballastabgabe. Dies geschieht meist durch Ablassen von speziell dafür mitgeführtem Ballastwasser. Bei Ballonen wird häufig Sand abgeworfen
- Auftriebsverringerung durch Ablassen von Traggas oder Aufnehmen von zusätzlichem Ballast
- Durch Veränderung der Dichte des Traggases durch Temperaturänderung (Erwärmen erhöht, Abkühlen verringert den Auftrieb) oder – nur in geringem Umfang – durch Druckänderung (durch Ballonnetts im Starrluftschiff und im Bereich der Prallhöhe an prallen Aerostaten).
- Verringerung des vorhandenen Traggases durch Komprimierung[1][2], wobei ein entsprechender Volumenausgleich, z. B. durch Ballonetts erfolgen kann.

## Auftrieb durch Kraftstoffverbrauch
Vor allem bei den historischen Großluftschiffen (besonders bei Zeppelinen) wurde der Problematik des zunehmenden Auftriebs durch Verbrauchen des Kraftstoffes einige Aufmerksamkeit geschenkt.
LZ 126 verbrauchte beispielsweise bei der Überführung von Friedrichshafen nach Lakehurst 23.000 kg Benzin und 1300 kg Öl (Durchschnittsverbrauch 290 kg/100 km). Bis zur Landung mussten daher etwa 24.000 Kubikmeter Wasserstoff abgelassen werden, um mit einem statisch ausgewogenen Schiff landen zu können.
Bei einer Fahrt von Frankfurt am Main nach Lakehurst mit einem Luftschiff in der Größe der Hindenburg wurden etwa 54 t Dieselöl verbraucht. Dies entspricht dem Auftrieb, den 48.000 Kubikmeter Wasserstoff erzeugen. Wird dieser Wert mit dem Gesamttraggasvolumen von fast 200.000 m³ verglichen, so zeigt sich, dass dies fast ein Viertel des Gesamtvolumens ausmacht. Diese Menge musste dann am Zielflughafen durch neues Traggas ersetzt werden.

## Auftriebsausgleich
Man verfolgte bei Zeppelin zwei Strategien, um das Ablassen von Traggas zu vermeiden:
1. Verwendung eines Kraftstoffes, der die gleiche Dichte wie Luft hatte und daher keine Auftriebssteigerung beim Verbrauch verursacht.
2. Gewinnung von Ballast während der Fahrt. Man beschäftigte sich praktischerweise mit der Gewinnung von Wasser als Ballast.

Der Zeppelin NT besitzt keine speziellen Einrichtungen zum Ausgleich des Auftriebsgewinns durch den Kraftstoffverbrauch. Er kompensiert dies zum einen durch ein Startgewicht, das über dem Auftrieb liegt, so dass beim Start und während des Fluges ein Teil des Auftriebes durch die Motoren erzeugt wird (dynamischer Auftrieb). Genauso kann er, falls er während des Fluges leichter als Luft wird, mit Hilfe der schwenkbaren Motoren landen und dann am Boden wieder Ballast aufnehmen. Die relativ geringe Größe und eine Reichweite von nur 900 Kilometern (im Vergleich zu den historischen Zeppelinen) erlaubten den Verzicht auf eine Ballastgewinnungsanlage.

### Kraftgas
Als Kraftstoff mit einer Dichte ähnlich beziehungsweise gleich der von Luft kommt nur ein Gas in Frage.

#### Wasserstoff
Es gab Versuche, einen Teil des Traggases Wasserstoff in den Motoren als Kraftgas zu verbrennen, beispielsweise bei LZ 129. Die Versuche waren jedoch nicht sehr erfolgreich, und diese Möglichkeit der Auftriebsverringerung entfiel mit der angestrebten Nutzung von Helium als Traggas.

#### Kraftgas
Als Kraftgas wurde daher sogenanntes Blaugas verwendet. Die Bezeichnung Blaugas geht auf den Augsburger Chemiker Hermann Blau zurück, der 1905 erstmals Blaugas in der Augsburger Blaugasfabrik in der Auerstraße produzierte. Verschiedene Quellen legen den Schluss nahe, dass es sich dabei um Propan, Butan beziehungsweise eine Mischung handelt, die normalerweise in Form von Flüssiggas bekannt ist.
Im Fall Zeppelin wurde jedoch eine Mischung aus Propylen, Methan, Ethen, Acetylen (=Ethin), Butylen und Wasserstoff verwendet.
LZ 127 „Graf Zeppelin“ führte einige Fahrten mit Kraftgas durch. Dafür wurden zwölf Stoffgaszellen verwendet, die ein Gesamtvolumen von bis zu 30.000 Kubikmetern erreichen konnten. Diese Menge reichte für 100 Stunden Fahrt bei Reisegeschwindigkeit aus. Das Benzintankvolumen reichte für maximal 67 Stunden Fahrt. Bei langen Fahrten wurde ein Benzin- und Kraftgasvorrat für bis zu 118 Stunden Fahrt beziehungsweise 13500 km Reichweite mitgeführt. Das Volumen, das vom Kraftgas eingenommen wurde und daher für das Traggas Wasserstoff nicht zur Verfügung stand, konnte genutzt werden, da kein zusätzlicher Auftrieb für den zu verbrauchenden flüssigen Kraftstoff bereitgestellt werden musste.
Auch bei der US-Marine wurde Kraftgas getestet. Beim Prallluftschiff K-1 wurde ein 1464 m³ (51.700 ft³) Kraftgasballonett eingebaut.

### Ballastwassergewinnung
Im Luftschiffbetrieb ergaben sich vier Quellen für Wasser:
- Luftfeuchtigkeit
- Niederschläge auf die Hülle
- Gewässer am Boden (Meer, Flüsse, Seen, …)
- Wasserdampf, der bei der Verbrennung des im Kraftstoff enthaltenen Wasserstoffs mit dem Luftsauerstoff entsteht

#### Tau und Regenwasser der Hülle
Bei den Luftschiffen LZ 127 "Graf Zeppelin und LZ 129 „Hindenburg“ wurden versuchsweise Regenrinnen am Rumpf angebracht, um während der Fahrt Regenwasser zu sammeln und so die Ballastwassertanks zu füllen. Dieses Verfahren ist jedoch stark wetterabhängig und daher nicht zuverlässig anwendbar.

#### Wasseraufnahme vom Boden
Wasser vom Boden lässt sich aus überflogenen Gewässern wie Ozean oder Seen aufnehmen.
1921 wurde auf dem Bodensee ein Ballastschöpfer mit den Luftschiffen LZ 120 „Bodensee“ und LZ 121 „Nordstern“ erprobt, bevor die Luftschiffe als Reparation abgeliefert werden mussten. Diese Versuche zeigten jedoch keine zufriedenstellenden Ergebnisse.

#### Kieselgel-Verfahren
Das körnige Trocknungsmittel Kieselgel (Silica-Gel), vor dem Einsatz durch Erhitzen getrocknet, kann Wasser aus der Luftfeuchtigkeit absorbieren. Durch diesen physikalischen Prozess erhöht sich das Gewicht des Luftschiffes. Dieses Verfahren wurde bei LZ 129 Hindenburg erprobt, jedoch wieder verworfen.

#### Kondensation der Abgase
Das vielversprechendste Verfahren zu Ballastgewinnung während der Fahrt ist die Kondensation der Abgase aus den Motoren. Kraftstoffe bestehen i. d. R. aus Kohlenwasserstoffen. Bei ihrer Verbrennung entsteht hauptsächlich Wasser(dampf) und Kohlendioxid. Normalerweise werden diese Reaktionsprodukte der Verbrennung durch den Auspuff in die Umgebung abgegeben. Kühlt man die Abgase jedoch ab, so kondensiert das Wasser und kann aufgefangen werden. Theoretisch kann so mehr Masse gewonnen werden, als durch den Kraftstoffverbrauch verloren geht. Haupteinflussfaktoren für die gewinnbare Wassermenge sind die verwendete Kraftstoffsorte (Wasserstoffanteil) und die Luftfeuchtigkeit.
Für diese Verfahren sind jedoch aufwändige Abgaskühler notwendig. Auch gab es in den Anfangsjahren immer wieder Probleme mit Korrosion.
Bereits beim DELAG-Zeppelin LZ 13 „Hansa“ (1912–1916) wurde eine von Wilhelm Maybach im Auftrag von Graf Zeppelin entworfene Anlage getestet. Die Versuche waren jedoch nicht zufriedenstellend, so dass sie vorerst wieder aufgegeben wurden.
ZR-1 USS Shenandoah (1923–1925), das erste heliumgefüllte Starrluftschiff, war nach Angaben der US-Marine das erste Luftschiff, bei dem Ballastwasser aus der Kondensation der Abgase gewonnen wurde. Bei LZ 126/ZR-3 USS Los Angeles wurde nach dem Eintreffen des Schiffes in den USA das Wasserstoff-Traggas durch Helium ersetzt. Um das kostbare Helium nicht unnötig ablassen zu müssen, wurde in diesem Zuge ebenfalls eine Ballastwassergewinnungsanlage nachgerüstet.
Das Wasser sollte an Bord des Luftschiffes (beispielsweise bei LZ 130) als Brauchwasser verwendet werden.
(Hindenburg, LZ 130, USS Akron, Cargolifter CL160, LoftyCruiser)

### Temperaturänderung des Traggases
Veränderungen der Traggastemperatur gegenüber der umgebenden Luft bewirken einen Auftriebsgewinn (Traggasvorwärmung) oder Auftriebsverlust (Traggasabkühlung). Die technische Umsetzung erfordert sehr viel Energie, da die Traggaszellen gegenüber der Umgebung nur durch die Gaszellenwand, einer Luftschicht und der Luftschiffhülle isoliert sind.
Im praktischen Betrieb wurde dieses Verfahren jedoch bei fast allen Starrluftschiffen bereits mehr oder weniger bewusst angewendet, indem man die Temperaturunterschiede zwischen Tag und Nacht, Umgebung und Luftschiffhalle sowie die Differenzen in verschiedenen Luftschichten nutzte.

#### Traggasvorwärmung
Um das höhere Abfluggewicht auszugleichen, wurde bei Zeppelin auch mit einer Traggasvorwärmung experimentiert. So wurde bei LZ 127 Graf Zeppelin warme Luft an den Traggaszellen vorbeigeblasen, um sie zu erwärmen. Ziel der Vorwärmung war es, einen Auftriebsgewinn für den Start zu erhalten. Während der Fahrt konnte sich das Traggas dann wieder abkühlen. Das Absinken des Auftriebes wurde zuerst durch dynamischen Auftrieb ausgeglichen. Am Zielflughafen hatte man dann einen Großteil des Kraftstoffes verbraucht und so wieder einen statischen Auftriebsgewinn erzielt.
Der Hybrid-Starrluftschiff-Prototyp Aereon III (Anfang 1960er) hatte innerhalb der Rümpfe Propangasbrenner installiert, um das Helium in den Traggaszellen erwärmen zu können und so einen höheren Auftriebswert zu erzielen. Es bestand sogar die Vorstellung, durch Erwärmen und Abkühlen ein wellenförmiges Flugprofil zu erreichen, dass auch eine Vorwärtsbewegung ohne zusätzlichen Antrieb ermöglichen sollte.
Heißluft-Luftschiffe erzeugen wie Heißluftballons ihren gesamten Auftrieb durch erwärmte Luft, die auch das Abgas der Heizflamme aufnimmt. Sie verwenden kein spezielles Traggas.

#### Traggasabkühlung
Es wurden bisher keine technische Anlagen zur Traggaskühlung (Auftriebsverringerung) in Luftschiffen eingesetzt. Aereon III verfügte über Lüftungsklappen in der äußeren Hülle um das zuvor erwärmte Traggas durch „Lüften“ abkühlen zu können. Bis auf das deutsche LoftyCruiser-Projekt sind auch keine konkreten Überlegungen in dieser Richtung bekannt. Jedoch wurden Wettereffekte genutzt, um im Luftschiff eine geringere Temperatur zu erhalten als in der umgebenden Luft. So landeten Luftschiffe sehr oft abends. Häufig kreisten sie deshalb noch über dem Landeort oder unternahmen „Abstecher“ während des Anfluges auf ihr Ziel.
In den Abendstunden kühlt sich die Luft und damit auch das Traggas ab. In Bodennähe jedoch bleibt die Luft länger warm, da der Boden die tagsüber aufgenommene Wärme abgibt. So gelang es, mit verringertem Auftrieb durch ein kühleres Traggas in warmen Luftschichten zu landen. War dies nicht möglich oder der Auftrieb immer noch höher als das Schiffsgewicht, so musste restliche Differenz des Auftriebes mit dynamischen Abtrieb kompensiert werden. Weiterhin wurden Seile abgeworfen, mit denen das Schiff auf den Boden gezogen wurde. Dies geschah durch die Haltemannschaften, es gab jedoch auch Versuche mit motorkraftbetriebenen Winden (beispielsweise LZ 130), um den Personalbedarf zu reduzieren. Am Boden wurde das Schiff dann vertäut und sofort mit Ballast beschwert. Natürlich konnte auch Traggas abgelassen werden.

## Andere Antriebsformen
Eine weitere Möglichkeit, den Verbrauch von Kraftstoff und die damit entstehenden Probleme zu vermeiden, ist auf diesen einfach zu verzichten und andere Energieformen zu verwenden.
- Solarluftschiffe speichern die Energie in Akkumulatoren. Ihre Masse verändert sich daher nicht.
- Es gab auch verschiedene Konzepte, die Atomreaktoren als Antriebsquelle vorsahen. Sie stammen hauptsächlich aus den 1960er/70er Jahren und kamen nicht über das Zeichenbrett hinaus.
- Eine weitere Möglichkeit ist die Versorgung des Luftschiffes mit Energie vom Boden aus, beispielsweise mit Mikrowellen. Ein derartiges Luftschiff-Modell mit 17,5 m Länge und 10-kW-Strahl wurde 1995 in Japan von Onda entwickelt und praktisch getestet (HALROP).